# Ескадрони смерті
«Ескадрони смерті» (ісп. los escuadrones de la muerte), також відомі як парамілітарес (ісп. paramilitares) — підрозділи, що створюються чи заохочуються державою для викрадення, вбивства чи залякування злочинців, опозиції та ворожих елементів. Ця діяльність проводиться у законспірованому режимі, зв'язок з державними органами заперечується як самою державою, так і членами «ескадронів» і, таким чином, є видом державного тероризму.

## Цілі та склад ескадронів смерті
Цілями ескадронів смерті зазвичай є ті особи, які складають небезпеку чи є небажаними для організаторів і спонсорів ескадронів. Це можуть бути політичні, релігійні та профспілкові лідери й активісти, журналісти, злочинці, безпритульні та бездомні.
Як ескадрони смерті зазвичай виступають різні воєнізовані, парамілітарні організації, спецпідрозділи армії та поліції чи прості найманці. Члени ескадронів смерті, як правило, прагнуть приховати свій зв'язок із правоохоронними органами.

## Історія
Термін з'явився в Латинській Америці у 1960-х роках. Первинно використовувався як загальна назва організацій «Біла рука», «Ескадрон Смерті», «Сальвадорська антикомуністична бригада», «Карибський легіон», «Центральноамериканський антикомуністичний фронт», «Око за око», «Пурпурна троянда», «Нова антикомуністична організація», «Аргентинський антикомуністичний Альянс» та низки інших, які здебільшого діяли у Гватемалі й Сальвадорі. Ці організації, коли посилився лівий революційний рух і почалась громадянська війна, та для протидії партизанам створювали недержавні (принаймні, офіційно) збройні загони. Провідну роль відіграли латифундисти, проти яких було спрямовано партизанський терор.

### Сальвадор
Розгалужена мережа напівлегальних воєнізованих організацій на території країни була створена на початку 1960-х років, до складу груп увійшли багато охоронців із загонів «чорних касок». Основну ударну силу складали резервісти армії та Національної гвардії. Рядовий склад організації формувався, в основному, із сільських бідняків, для яких служба була джерелом засобів до існування.
Найчисленнішим компонентом руху стала «Націоналістична демократична організація» (ОРДЕН — абревіатура назви організації, й одночасно — іспанське слово «порядок») під керівництвом командувача Національною гвардією, генерала Хосе Альберто Медрано. ОРДЕН діяв під лозунгом: «Ніщо, зроблене для захисту батьківщини, не може вважатись протизаконним» та офіційно не був пов'язаний з державою (підготовка кадрів, терористична діяльність провадились напівпідпільно, джерела фінансування організації приховувались). ОРДЕН мав велику кількість ланок у країні, та міг, за необхідності, мобілізувати до 100 000 осіб.
У жовтні 1979 року за вимогою уряду ОРДЕН було розформовано, однак фактично, особовий склад просто перейшов до інших створених структур (після початку громадянської війни частина особового складу була включена до «комітетів цивільної оборони»). З 1980 року провідна роль в організації та забезпеченні діяльності «ескадронів смерті» перейшла до майора Роберто д'Обюссона (раніше займав посаду заступника начальника військової розвідки).
Восени 1981 року д'Обюссон створив «Революційний націоналістичний альянс» (АРЕНА), який об'єднав чинні угрупування та координував їх діяльність. Серед угрупувань цього періоду слід відзначити: «Антикомуністичну бригаду імені Максиміліано Ернандеса Мартінеса» (Brigada Anti-Comunista Maximiliano Hernández Martínez); «Союз білих воїнів» (Unión Guerrera Blanca, також відомий як «Mano Blanca»); «Озброєна рука» (Mano Armada); «Фаланхе» — «Збройні сили антикомуністичного визволення — війна на знищення» (FALANGE — Fuerzas Armadas de Liberación Anticomunista — Guerra de Eliminación); «Фронт визволення Центральної Америки» (FALCA — «Frente Anti-comunista para la Liberación de Centroamérica») тощо.
«Ескадрони смерті» не стільки воювали з повстанцями, скільки займались цілеспрямованим знищенням «небажаних елементів», до яких належали керівники й рядові члени будь-яких демократичних організацій, комуністи, соціал-демократи та християнські демократи, профспілкові діячі. Дещо пізніше об'єктами терору ескадронів стали католицькі священики — десятки були звинувачені у «співчутті лівим поглядам» й «антидержавній діяльності», багатьох було вбито. Найбільш резонансним стало вбивство  архієпископа Сан-Сальвадору Оскара Ромеро, якого було вбито під час Богослужіння просто у вівтарі. 
Активність підрозділів пішла на спад, коли у 1992 році уряд заключив мирні угоди з прокомуністичними бойовиками.

### Гватемала
Тільки за п'ять років, з 1970 до 1975 року в Гватемалі зникло безвісти близько 15 тисяч людей. Більшість із них вважаються жертвами ескадронів смерті. У 1980-х роках, під час громадянської війни, жертвами масових убивств стали індіанці майя. Прийнято вважати, що в результаті дій армії та проурядових ескадронів смерті загинуло понад 75 тисяч індіанців. Близько 50 тисяч майя втекли до Мексики.

### Бразилія
Застосовувались з кінця 1960-х за військової диктатури. Одним із напрямків діяльності була боротьба із карною злочинністю. Спроби протистояння мафії законними засобами (навіть за умов військового режиму) були неефективними: керівники злочинних співтовариств, завдяки зв'язкам з корумпованими чиновниками та поліцейськими, були практично недосяжними для закону, притягнути до відповідальності вдавалось, у кращому випадку, рядових виконавців, та й не завжди, звичайною справою був тиск на свідків убивства. Боротьбою з організованою злочинністю зайнялись бразильські ескадрони смерті, сформовані з офіцерів армії та спецслужб.
Фактично вони були таємною поліцією, яка діяла так само, як і організована злочинність: залякування, шантаж, безсудні убивства, захоплення заручників. Зв'язок ескадронів смерті з урядовими колами заперечувався. Скаржитись було безглуздо, та й нікуди. Діючи ще більш жорстоко й набагато більш професійно, ніж злочинці, ескадрони смерті змогли переломити ситуацію: більшість лідерів злочинних співтовариств, урешті-решт, удалось заарештувати й судити цілком офіційно.

## Сучасність
До початку 1980-х років латиноамериканські ескадрони смерті, здебільшого, припинили своє існування. Найуспішніші з них набули легального статусу, відійшли (принаймні, офіційно) від протизаконних дій та включились до звичайного політичного процесу. Наприклад, у Сальвадорі наприкінці 1980-х до влади прийшов Національний республіканський альянс — створений тим самим д'Обюссоном спадкоємець забороненого 1979 року руху ОРДЕН.
Проте деякі ультраправі воєнізовані організації все ще продовжують терористичну діяльність. Серед них: «Об'єднані сили самооборони Колумбії» («AUC») і сальвадорська «Чорна тінь». Остання займається боротьбою з бандами, особливо — з Mara Salvatrucha (MS 13).

### Ескадрони смерті у країнах колишньогоСРСР
Використання державою ескадронів смерті вважається серйозним порушенням норм права та може мати негативні політичні наслідки, проте, тим не менше, їх використання є одним з найбільш ефективних і доцільних інструментів боротьби проти ворожих елементів, а також їх фізичного знищення — особливо в ситуації, коли звичайні правоохоронні органи є безсилими. Звинувачення у створенні й використанні подібних підрозділів застосовуються у політичній боротьбі опозиціонерів з угрупуваннями й окремими політиками, які перебувають при владі. Такі звинувачення не одноразово звучали на адресу керівництва держав колишнього СРСР.

#### В Україні
16 травня 2016 року депутат ВРУ 8-го скликання від «Народного фронту» Тетяна Чорновол заявила, що одним з тих, хто організовував загони, які під час Революції Гідності викрадали та вбивали учасників акції протесту, зокрема вбили журналіста В'ячеслава Веремія, є депутат ВРУ попереднього скликання від «Партії регіонів» Юрій Іванющенко (відомий також як кримінальний авторитет Юра Єнакієвський):
|  | Юрій Іванющенко повинен відповісти за вбивства на Майдані. «Ескадрони смерті», які викрадали і вбивали людей, організовував саме він… Зокрема, і вбивство журналіста Веремія також на совісті саме цих «ескадронів смерті» Іванющенка. |

#### В Білорусі
Білоруська опозиція звинувачує президента Лукашенка у створенні ескадронів смерті. Серед жертв цих ескадронів називають опозиційних політиків Юрія Захаренка й Віктора Гончара, журналіста Першого російського каналу Дмитра Завадського. 2002 року доведено в суді, що Завадського вбито колишніми офіцерами служби безпеки, яких було засуджено.
В грудні 2019 колишній спецпризначенець Юрій Гаравський дав інтерв'ю Deutsche Welle, в якому назвав себе бійцем ескадрону смерті і розповів відомі йому подробиці викрадень і вбивств білоруських опозиціонерів. В жовтні 2018 він утік із Білорусі, вважаючи, що його життю є загроза. За його словами, віддавав накази і виконував убивства командир ескадрону Дмитро Павліченко, а за участь у викраденні та вбивстві Гончара і Анатолія Красовського кожному учаснику заплатили по 1000 доларів США.

#### В Казахстані
На думку казахської опозиції, убивства опозиційних політиків Алтинбека Сарсенбаєва та Заманбека Нуркаділова були здійснені ескадроном смерті за наказом Нурсултана Назарбаєва.

#### В Росії
З початку 2000-х років ескадрони смерті активно діють на території північнокавказьких республік Росії — в Дагестані, Чечні, Інгушетії. Наприклад у місті Кизляр, північний Дагестан, за один тільки травень 2011 року зникло 75 людей, яких звинувачували у зв'язках з незаконними збройними бандформуваннями. 2010 року за цей самий відрізок часу було викрадено 120 осіб. Багатьох із них так і не було знайдено. З лютого до серпня 2009 року в Дагестані було викрадено 25 людей. Відповідно до даних, оприлюднених товариством «Меморіал», починаючи з 2000 року співробітниками силових структур були викрадені сотні людей. Значна кількість бранців зникли безвісти чи у подальшому були виявлені мертвими. Викрадені, як правило, були мусульманами салафітського вірування (тобто ваххабітами).
2 жовтня 2012 року ПАРЄ прийняла резолюцію, що засуджує дії російського уряду в різних сферах життя. У п. 15 резолюції ПАРЄ критикує російське керівництво за здійснювані співробітниками правоохоронних органів вбивства, викрадення, і тортури в Інгушетії та Дагестані.